# Jēkabs Rēdlihs
Jēkabs Rēdlihs (* 29. März 1982 in Riga, Lettische SSR) ist ein ehemaliger lettischer Eishockeyspieler.

## Karriere
Jēkabs Rēdlihs begann seine Spielerkarriere bei den Riga Juniors, für die er in der Saison 1999/2000 das erste Mal in der East European Hockey League (EEHL) spielte. Danach folgte eine Saison bei HK Liepājas Metalurgs, für die er wiederum in der EEHL und der lettischen Eishockey-Liga spielte. Ein Jahr später wechselte er nach Nordamerika zu New York Apple Core in die EJHL, einer US-amerikanischen Juniorenliga. Er wurde beim NHL Entry Draft 2002 von den Columbus Blue Jackets in der vierten Runde an 119. Stelle ausgewählt.
Im Sommer 2002 ging er an die Boston University, für die er vier Jahre lang in der nordamerikanischen College-Liga spielte. Im Frühjahr 2006 unterzeichnete er seinen ersten Profi-Vertrag bei den Syracuse Crunch in der American Hockey League (AHL). Dort blieb er zwei Jahre lang, ehe er gegen Ende der Saison 2007/08 zum HC Plzeň aus der tschechischen Extraliga wechselte. Für die Tschechen stand er insgesamt eineinhalb Jahre lang auf dem Eis.
Zwischen 2009 und 2014 spielte Rēdlihs in seiner lettischen Heimat für Dinamo Riga aus der Kontinentalen Hockey-Liga, ehe er in die tschechische Extraliga zurückkehrte.

### International
Für Lettland nahm Rēdlihs im Juniorenbereich an der U18-Junioren-B-Weltmeisterschaft 2000 sowie der U20-Junioren-C-Weltmeisterschaft 2002 teil. Im Seniorenbereich stand er im Aufgebot seines Landes bei den A-Weltmeisterschaften 2008, 2010 und 2011.

## KHL-Statistik
(Stand: Ende der Saison 2010/11)

## Familie
Jēkabs Rēdlihs hat zwei Brüder, die ebenfalls Eishockey spielen: Sein älterer Bruder Krišjānis und Miķelis.